# Rhodolaena acutifolia
Rhodolaena acutifolia là một loài thực vật có hoa trong họ Sarcolaenaceae. Loài này được Baker mô tả khoa học đầu tiên năm 1884.